# Финно-волжские языки
Финно-во́лжские языки́ (волжско-финские языки) — гипотетическая группа языков в составе финно-угорской ветви уральских языков, образовавшаяся в результате отделения от финно-пермского языкового единства прапермского и прамарийского языков. Распространены от Средней и Верхней Волги в России до Фенноскандии.
Раньше марийские и мордовские языки объединяли в отдельную волжскую группу, возводя к марийско-мордовскому праязыку. Однако, в связи со слишком малым количеством марийско-мордовских сепаратных параллелей, эта концепция отвергнута. Мордовские языки обнаруживают больше схождений с прибалтийско-финскими языками, хотя остаётся дискуссионным вопрос, достаточно ли у них общих новаций для постулирования прафинно-волжского этапа. Марийский язык (а также родственный ему мерянский) предлагается выделять в отдельную ветвь финно-пермских языков, более близкую к пермским языкам.

## Классификация
- прибалтийско-финская подгруппа (финская)
- саамская подгруппа
- мордовская подгруппа
  - мокшанский язык
  - эрзянский язык
- языки, точное место которых в классификации неясно:
  - мерянский язык † (возможно, родственен марийскому языку, с которым образовывал мерянско-марийскую группу[4])
  - муромский язык † (возможно, входил в мерянско-марийскую группу[4])
  - мещерский язык † (возможно, входил в мордовскую подгруппу[6])
  - язык(и) субстратной топонимии Русского Севера †

## Хронология
Последовательный распад финно-волжского праязыка (обособление от линии «прауральский — современный финский») датируется методами глоттохронологии следующим образом:
- 3400 лет назад отделились мордовские языки (35,6 % сходства с финским)
- 3000 лет назад саамские (40 % сходства)
- 1000 лет назад эстонский (72,7 % сходства)